# 八尾町

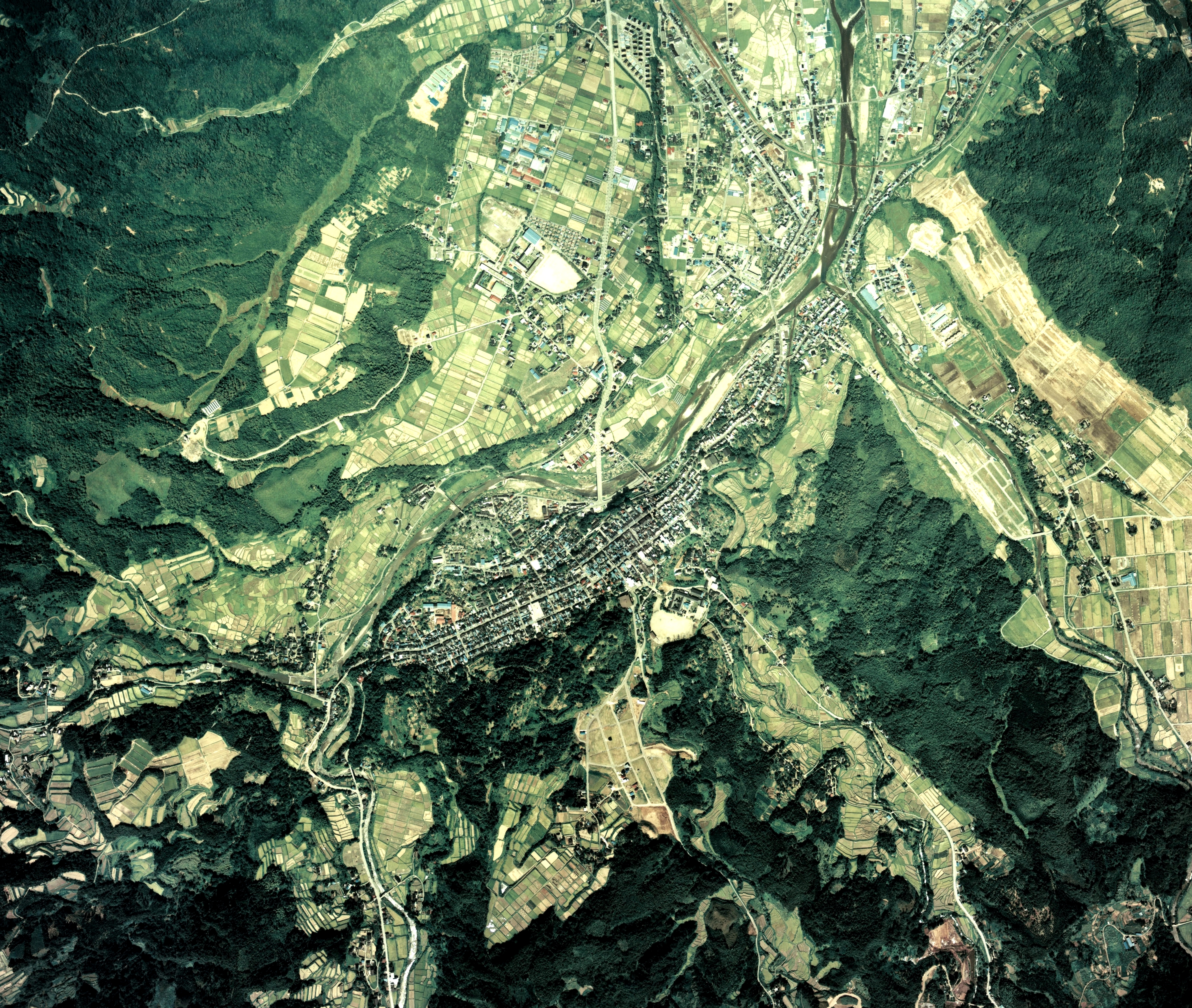
八尾町中心部周辺の空中写真。1975年撮影の2枚を合成作成。。

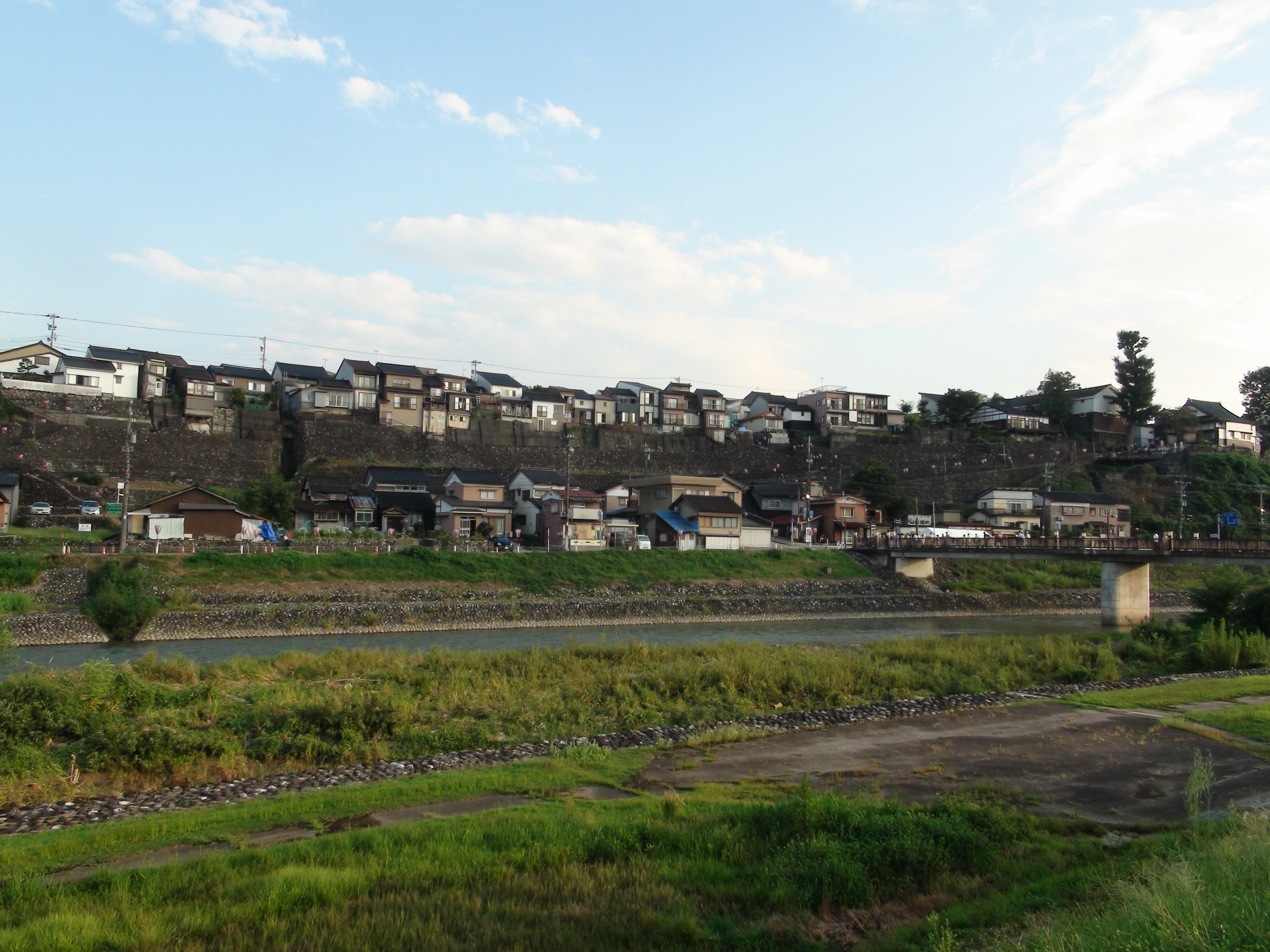
特徴的な西町の石垣。井田川の河岸段丘の上面に街が形成されている。

八尾町（やつおまち）は、かつて富山県婦負郡にあった町。現在は富山市の地域の一つである。
平成の大合併により、2005年（平成17年）4月1日に富山市並びに上新川郡大沢野町、大山町、婦負郡婦中町、八尾町、山田村及び細入村が合併して、富山市が発足する。

## 地理
八尾の地名は、八方の尾根が合流する部分であったことに由来するとされ、実際に八尾市街地の部分で複数の尾根及び谷筋が集まる。
山村部では地滑り斜面を生かした棚田が広く見られ、棚田百選に選ばれている。
- 山：金剛堂山、白木峰、小白木峰
- 河川：神通川、井田川(大長谷川)、久婦須川、

### 隣接していた自治体
- 富山市、南砺市、婦中町、大沢野町、山田村、細入村
- 岐阜県飛騨市

## 歴史
- 1636年（寛永13年）2月 - 加賀藩から町立許可状が下され、八尾町が開町[1]。
- 1889年（明治22年）4月1日 - 町村制の施行により、婦負郡八尾町、卯花村、杉原村、室牧村、保内村、黒瀬谷村、大長谷村、仁歩村及び野積村が発足する。この時点での旧八尾町の面積は1.00 m2[2]。
- 1953年（昭和28年）12月1日 - 婦負郡八尾町、卯花村、杉原村、室牧村、保内村及び黒瀬谷村の区域の一部が合併して、婦負郡八尾町が発足する。黒瀬谷村の区域の残部は上新川郡大沢野町に編入する。
- 1957年（昭和32年）11月1日 - 婦負郡八尾町、大長谷村、仁歩村及び野積村が合併して、婦負郡八尾町が発足する。
- 1970年（昭和45年）8月25日 - 江戸時代以来未画定であった小白木峰西方の岐阜県吉城郡河合村（現・岐阜県飛騨市）との区域の県境が画定する。
- 2005年（平成17年）4月1日 - 富山市並びに上新川郡大山町、大沢野町、婦負郡婦中町、八尾町、細入村及び山田村が合併して、富山市が発足する。

## 行政

### 歴代町長
| 代 | 氏名     | 就任           | 退任           |
| -- | -------- | -------------- | -------------- |
| 1  | 梅谷久雄 | 1953年12月25日 | 1961年11月16日 |
| 2  | 橋爪辰男 | 1961年11月17日 | 1973年11月16日 |
| 3  | 杉林弘之 | 1973年11月17日 | 1985年11月16日 |
| 4  | 梶本忠光 | 1985年11月17日 | 1988年         |
| 5  | 橋本盛典 | 1988年10月23日 | 1992年10月22日 |
| 6  | 吉村栄二 | 1992年10月23日 | 2004年10月22日 |
| 7  | 中林甚勝 | 2004年10月23日 | 2005年3月31日  |

## 経済

### 産業
- 日立国際電気富山工場
- 富山富士通
- ナチ八尾ベアリング八尾工場

## 教育

### 小学校
- 八尾町立八尾小学校
- 八尾町立杉原小学校
- 八尾町立保内小学校
- 八尾町立樫尾小学校

### 中学校
- 八尾町立八尾中学校

### 高校
- 富山県立八尾高等学校

## 交通
- 町内に空港はない。最寄りの空港は富山市の富山空港である。

### 鉄道
中心駅は越中八尾駅。
- 高山本線：東八尾駅 - 越中八尾駅

### 道路
- 町内には高速道路のインターチェンジがない。最寄りのインターチェンジは北陸自動車道の富山インターチェンジや富山西インターチェンジ。

#### 一般国道
- 町内を走る一般国道：国道471号、国道472号

### バス
- 富山地方鉄道
- 八尾町コミュニティバス（現・富山市営八尾コミュニティバス）
- 南砺市コミュニティバス（旧・利賀村営バス）百瀬線
- 山田村営コミュニティバス（現・富山市営山田コミュニティバス）八尾線

## 施設

### 公共施設等
- 富山西警察署（旧・八尾警察署）
- ケーブルテレビ富山
- 旧富山市ケーブルテレビ八尾センター

### 娯楽施設
1960年（昭和35年）の八尾町には以下の映画館が存在した。
- 八尾中央劇場 - 映画館（〜1960年代）[3]。
- 八尾劇場 - 映画館（〜1960年代）[3]。喜良久（和泉屋）に隣接していた。

## 名所・旧跡・観光スポット

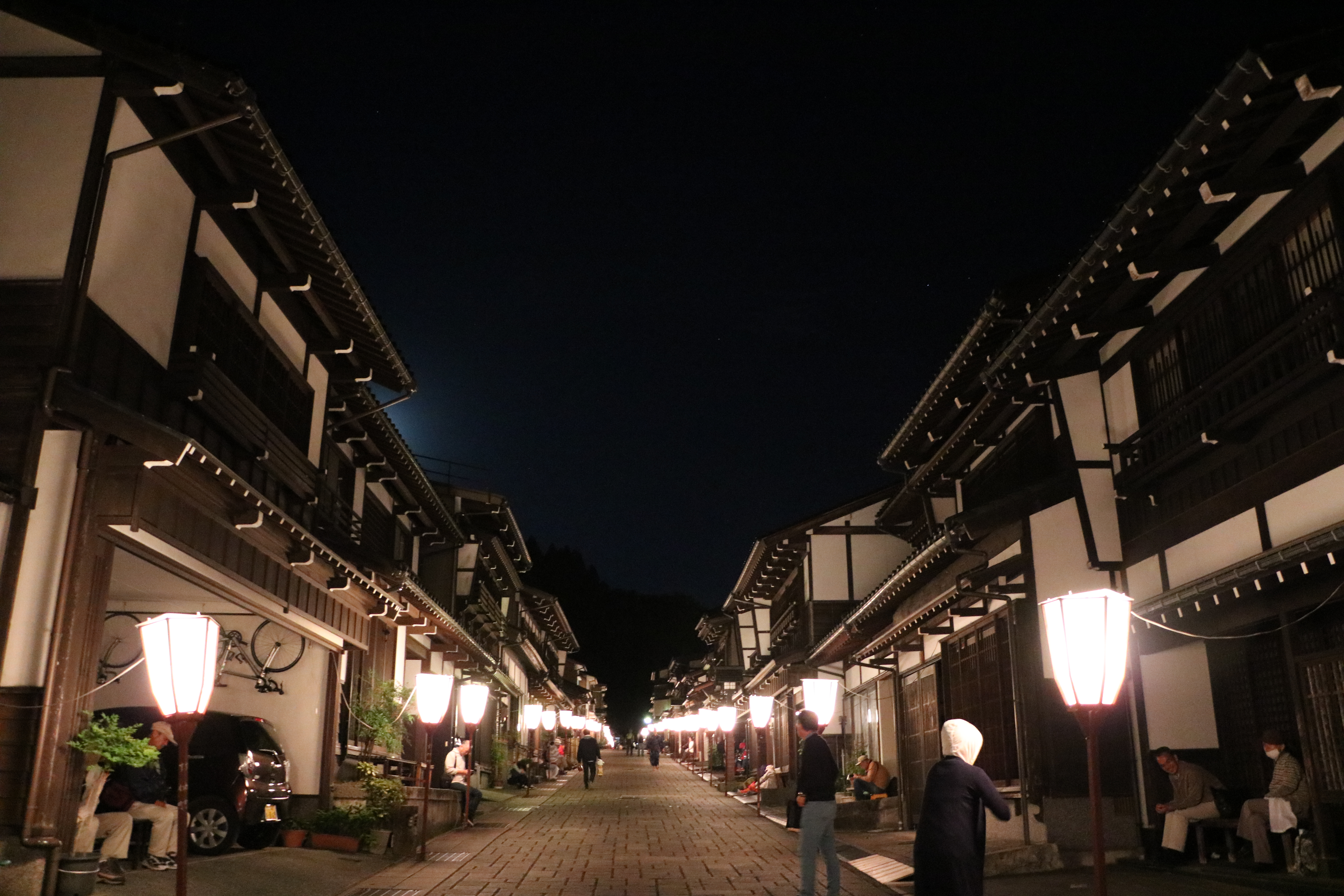
八尾町道諏訪町本通り線 - 日本の道100選

### 名所・旧跡
- 本法寺
- 聞名寺

### 観光スポット
- 八尾町おわら資料館（現 八尾おわら資料館）
- 越中八尾観光会館（曳山展示館）
- 城ヶ山公園
- 八尾ゆめの森 ゆうゆう館（八尾ゆめの森温泉・角間温泉）
- 下の茗温泉
- 大長谷温泉
- 高熊温泉（八尾温泉）
- 八尾の里 - 日本の秘境100選
- 八尾町道諏訪町本通り線 - 日本の道100選
- 八尾遊園地 - 旧主馬ヶ城跡に立地していた遊園地[4]。

## 祭事・催事
- おわら風の盆（9月1日から3日） - 越中おわら節に乗せて踊る[5]。
- 越中八尾曳山祭（5月3日）
- 越中八尾冬浪漫（2月いっぱい）
- 坂のまちアートinやつお（10月中旬）

## 出身有名人
- 新村源雄 - 政治家
- 柴田理恵 - お笑いタレント、女優
- 風吹ジュン - 女優
- 大友夕可里 - アナウンサー
- 三浦ちあき - アナウンサー
- 琴ヶ梅剛史 - 力士
- 桐野秋豊 - 園芸家
- 山崎勇喜 - 陸上競技選手
- 小林光俊 - 学校法人理事長
- 松本岳 - 俳優
- 今村圭佑 - カメラマン、撮影技師、撮影監督

## ドキュメンタリー
- 新日本風土記「越中八尾(えっちゅうやつお) 風の盆」（2014年10月17日、NHK）[5]